# Hulikunte, Gauribidanur
Hulikunte là một làng thuộc tehsil Gauribidanur, huyện Chikkaballapur, bang Karnataka, Ấn Độ.